# Pautujärvi
Pautujärvi är en sjö i Finland. Den ligger i kommunen Enare i landskapet Lappland, i den norra delen av landet, 1 000 km norr om huvudstaden Helsingfors. Pautujärvi ligger 209,5 meter över havet. Arean är 24,22 kvadratkilometer och strandlinjen är 48,38 kilometer lång. Sjön  ingår i Pasvik älvs huvudavrinningsområde. 